# 罗伯特·施拉普
罗伯特·施拉普 FRSE（Robert Schlapp，1899年7月18日—1991年5月31日），为20世纪德裔英国物理学家和数学家。他几乎整个职业生涯都在爱丁堡大学教授数学和物理。此外，他对数学史的兴趣非比寻常。他被亲切地称为罗宾·施拉普。

## 生平
施拉普出生于苏格兰爱丁堡。是奥托·施拉普和安娜·洛策所有13个孩子中最小的一个。奥托来自德国，曾在乔治沃森男子学校教德语，之后被聘为爱丁堡大学第一位德语教授。罗伯特在乔治沃森男子学校接受教育，并在1917年以首席成绩毕业。
在此期间，第一次世界大战于1914年爆发。那一年施拉普才15岁。对于施拉普和他的家人们来说，这是一个特别困难的时期——由于他们的德国血统。虽然施拉普在爱丁堡大学奖学金竞赛拔得头筹，还取得了乔治·沃森助学金与格拉斯数学助学金，但还是应征入伍。他被分配到米德尔塞克斯团31营——该营是专门为那些和敌人有“联系”的人准备的，并在战争中从事繁重的体力劳动。
战争结束后，施拉普回到爱丁堡大学继续学业，并以数学与自然哲学一等荣誉获得硕士学位。随后在德拉蒙德数学奖学金的支持下，他在剑桥大学继续深造，攻读博士学位。1925年，施拉普因《晶体的X射线反射》这一论文获得博士学位。他被任命为爱丁堡大学自然哲学学科助理，接着作为查尔斯·达尔文的助手担任了应用数学讲师和数学物理高级讲师。
施拉普与1940年与玛丽·弗勒尔结婚，他们有两个女儿。
1923年1月，施拉普加入爱丁堡数学学会。他于1942—1943届期间很荣幸地当选为主席，并在1943—1944届再次当选。1927年3月14日，经过埃德蒙·惠特克爵士，乔治·达尔文爵士，大卫·吉布和爱德华·科普森的联名提议，施拉普当选为爱丁堡皇家学会会员。他在理事会任职，并积极参加协会事务。此后，他于1959年至1969年担任学会负责人，1969年至1972年担任副主席。1983年，施拉普获得了由伊丽莎白二世亲自颁发的学会两百周年纪念奖章。他同时还是爱丁堡数学学会的主席。
在他向英国协会提交了一份关于斯塔克效应（达尔文最关心的话题）的报告后，他被邀请至威斯康星大学与范弗莱克在洛克菲勒研究会进行了为期一年的合作。在这里，他与威廉·彭尼（后来的彭尼勋爵）一起研究两种离子的顺磁性。这项工作产生了两篇主要论文。施拉普深度参与了第二篇的创作。当范弗莱克在1977年获得诺贝尔物理学奖时，他仍然对施拉普的工作有深刻的记忆：“1931年……我有两个博士后……彭尼和……施拉普。他们对稀土和铁基团的盐的计算……当……应用于铁基团时……特别引人注目，构成了现代磁化学的基础。每次我读这篇论文（两篇论文中的第二篇）我印象深刻的是，它包含了现代结晶理论的所有基本成分。” 可惜的是，这篇论文为施拉普在理论数学领域最后一篇产出。
施拉普之后更多地以优秀的教师和组织者而闻名。在战争期间，他招收了需要短期数学科目课程的年轻学员，并扮演着如师如父的角色。他的大部分工作都是在幕后进行的。从1946年到1950年，他是《大学日历》的编辑，这无疑是一项艰苦的工作。马克思·玻恩退休后，施拉普牵头编辑和制作了玻恩作品的书目提要。除他以外，还有包括爱因斯坦在内的13位知名人士做出了贡献。
此外，施拉普对数学史抱有浓厚的兴趣。他对皇家学会编撰的艾萨克·牛顿的通信整理作出重要贡献。通过这项工作，他成为了研究与牛顿通信的科林·坎贝尔的专家。1973年，在进行以“微积分的发明者”为主题的讲座后，格拉斯哥大学授予施拉普数学史的吉布森讲师。他同样写过数学史的论文《苏格兰人对数学的贡献》；该论文从13世纪开始并在19世纪中叶前不久“当苏格兰数学的概念开始失去其定义时”结束。他把大部分注意力都放在描述约翰·纳皮尔、詹姆斯·格雷戈里（他称之为“苏格兰有史以来最具独创性的数学家”）、詹姆斯·斯特林和科林·麦克劳林的工作上；不包括约瑟夫·韦德伯恩，威廉·汤姆森（开尔文公爵）或詹姆斯·麦克斯韦上。
施拉普于1969年退休，并于1991年5月31日在英国肯特郡的阿什福德去世。

## 作品
施拉普在1940年后几乎没有发表任何文章：
- 一篇关于小振动的笔记 A note on small vibrations（1942）[10]；
- 科林·麦克劳林：传记笔记 Colin Maclaurin, a Biographical Note （1949）；
- 《苏格兰人对数学的贡献》 The Contribution of the Scots to Mathematics [11]（1973年）。